# Парадокс Абіліна
Парадокс Абіліна полягає в тому, що група людей може ухвалити рішення, що суперечить можливому вибору будь-якого з членів групи через те, що кожен індивідуум вважає, що його цілі суперечать цілям групи, а тому не заперечує.
Парадокс був описаний Джеррі Гарві у статті The Abilene Paradox and other Meditations on Management. Ім'я парадоксу дано за мотивами анекдоту, описаного в цій статті:

«Якось в спекотний техаський полудень в гостях у Коулмена родина комфортно грає в доміно на ґанку поки, поки тесть не пропонує з'їздити в Абілін (85 кілометрів на північ) пообідати. Дружина сказала: «Звучить чудово». Чоловік, маючи застереження, бо поїздка обіцяла бути довгою і спекотною, подумав, що треба підлаштуватися під інших, і каже: «По-моєму, незле; сподіваюся, що і твоя мати не відмовиться». Теща відповіла: «Звичайно, поїхали! Я вже давно не була в Абіліні».
Дорога була спекотною, курною та довгою. Коли ж вони нарешті приїхали до кафетерію, їжа виявилася такою ж поганою, як і їзда. Через чотири години вони, виснажені, повернулися додому.
Тесть нещиро каже: «Це була чудова поїздка, чи не так?». На це теща відповіла, що, насправді, вона би краще залишилася вдома, але поїхала, бо інші троє були повні ентузіазму. Чоловік на це: «Я був би радий не робити цього, а поїхав лиш щоби принести іншим задоволення». Дружина промовила: «А я поїхала, розраховуючи на радість інших. Треба було бути божевільним, щоб добровільно вийти  на цю спеку». Тоді тесть признався, що він запропонував поїдку  лиш тому, що йому здалося, що іншим нудно.
І вони сиділи, приголомшені тим, що поїхали в поїздку, в яку ніхто з них не хотів. Кожен волів би спокійно насолоджуватися тим днем, але не зізнався в цьому, коли ще була змога відмовитися від поїздки.»

Цей феномен є прикладом групового мислення. Він легко пояснюється різними соціологічними науками, які підтверджують, що людина рідко здійснює вчинки, які суперечать вчинкам її групи. Соціальні стримуючі фактори часто придушують прояв щирих почуттів і реалізацію бажань окремого індивідуума.
Парадокс Абіліна широко застосовний до прийняття управлінських і маркетингових рішень, в командоутворені відомий як «Хибний успіх одностайного ухвалення рішення в команді».